# Julius Lohmeyer
Julius Lohmeyer, född den 6 oktober 1835 i Neisse, död den 24 maj 1904 i Berlin, var en tysk författare.
Lohmeyer skrev ett stort antal arbeten för barn, humoristiska dikter (särskilt i Kladderadatsch) och patriotiska skrifter. Hans Gesammelte Dichtungen utkom 1904.